# مايكل فابر
مايكل فابر (بالفرنسية: Michaël Fabre)‏ هو لاعب كرة قدم فرنسي في مركز حراسة المرمى، ولد في 15 يوليو 1984 في دراغينيان في فرنسا. شارك مع منتخب فرنسا تحت 16 سنة لكرة القدم ومنتخب فرنسا تحت 17 سنة لكرة القدم ومنتخب فرنسا تحت 18 سنة لكرة القدم ومنتخب فرنسا تحت 21 سنة لكرة القدم. أما مع النوادي، فقد لعب مع فيورنتينا ونادي بولونيا ونادي بولون ونادي سيدان ونادي كليرمونت 63 ونادي لانس ونادي مولودية الجزائر.

## وصلات خارجية
- مايكل فابر على موقع قاعدة بيانات كرة القدم.إي يو (الإنجليزية)
- مايكل فابر على موقع Soccerway.com (الإنجليزية)
- مايكل فابر على موقع عالم كرة القدم.نت (الإنجليزية)